# Hemianopsie
Hemianopsia, sau hemianopia, este o pierdere a vederii sau orbire (anopsie⁠(d)) în jumătate din câmpul vizual, de obicei pe o parte a liniei mediane verticale. Cele mai frecvente cauze ale acestei leziuni sunt accidentul vascular cerebral, tumoarea cerebrală și traumatismul.
Acest articol se referă numai la hemianopsia permanentă, și nu la hemianopsia tranzitorie sau temporară, identificată de William Wollaston PRS în 1824. Hemianopsia temporară poate apărea în faza de aură a migrenei.

## Tipuri
Atunci când patologia implică ambii ochi, aceasta este fie omonimă, fie heteronimă.

### Hemianopsia omonimă

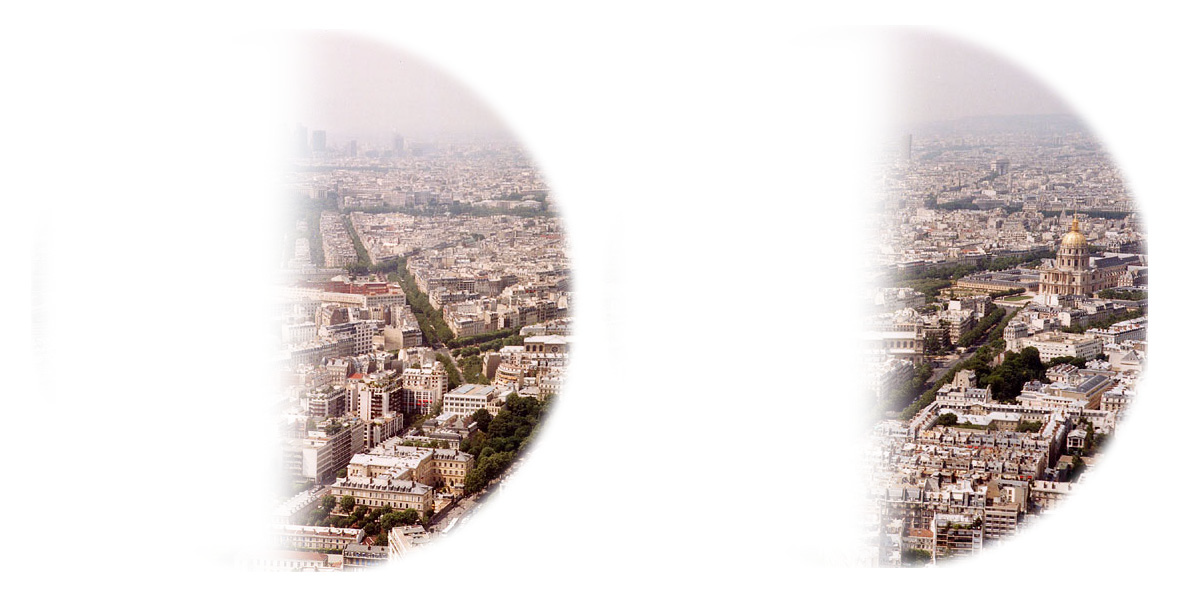
Paris văzut cu hemianopsia omonimă stângă

O hemianopsie omonimă este pierderea jumătății câmpului vizual pe aceeași parte în ambii ochi. Imaginile vizuale din jumătatea dreaptă a câmpului vizual sunt procesate de emisfera stângă a creierului, în timp ce imaginile din jumătatea stângă sunt procesate de emisfera dreaptă. Prin urmare, o leziune în partea dreaptă a creierului posterior sau în tractul optic drept poate cauza pierderea câmpului vizual stâng în ambii ochi. În mod similar, o afectare a părții posterioare stângi a creierului sau a radiației optice stângi poate duce la pierderea câmpului vizual drept.

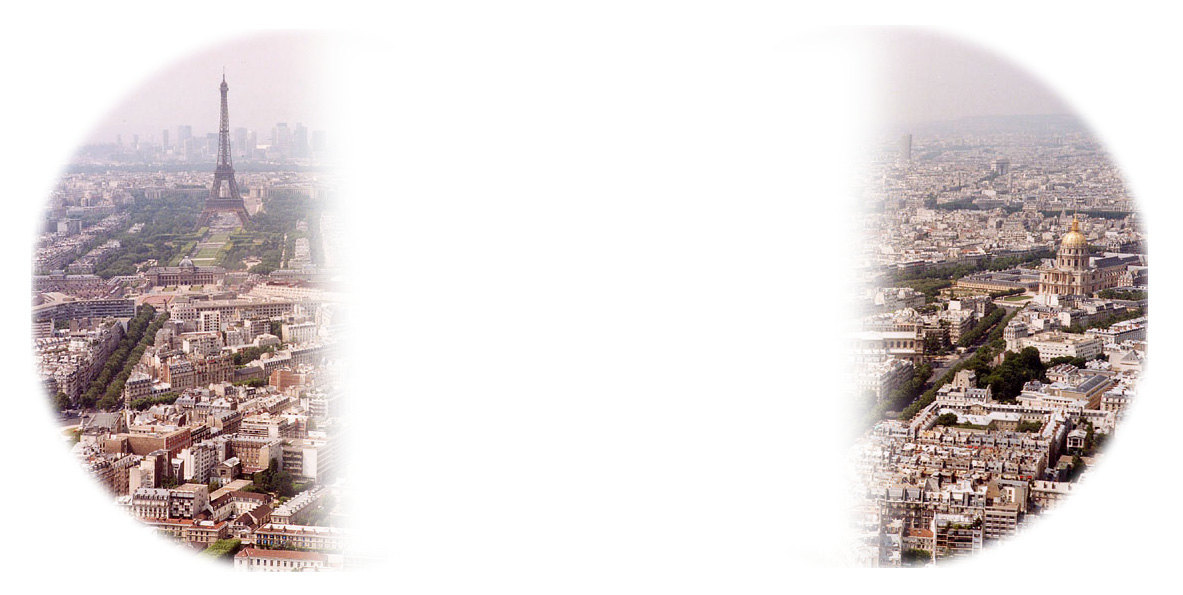
Paris văzut cu hemianopsie binasală

### Hemianopsia heteronimă

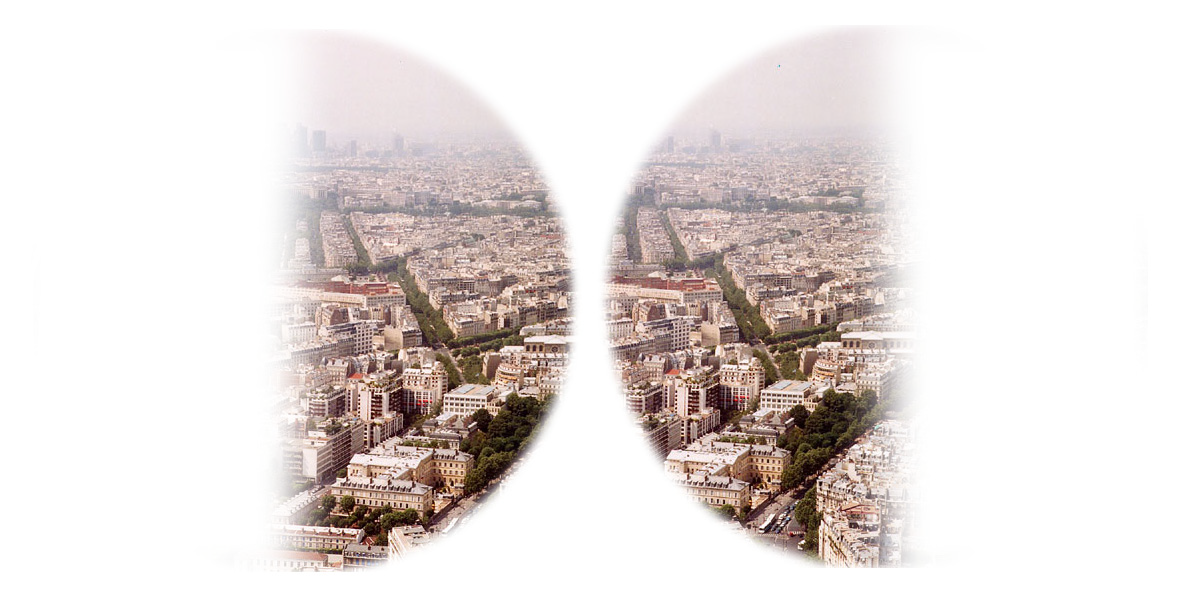
Paris văzut cu hemianopsie bitemporală

O hemianopsie heteronimă este pierderea a jumătate din câmpul vizual pe părți diferite în ambii ochi. Ea este separată în două categorii:
- Hemianopsie binasală - pierderea câmpurilor din jurul nasului;
- Hemianopsie bitemporală - pierderea câmpurilor cele mai apropiate de tâmple.

### Alte forme
- Hemianopsie superioară - este afectată jumătatea superioară a câmpului vizual, posibil din cauza unei tumori care începe să comprime partea inferioară a chiasmei, de obicei una din hipofiza.
- Hemianopsie inferioară - jumătatea inferioară a câmpului vizual este afectată, posibil din cauza unei tumori care începe să comprime partea superioară a chiasmei, de obicei un craniofaringiom.

### Quadrantanopia

Cvadrantanopie superioară dreaptă

Cvadrantanopia (cvadrantanopsia sau hemianopsia cvadrantică) este scăderea vederii sau orbirea într-un sfert al câmpului vizual. Localizarea exactă a deficitului depinde de leziunea cerebrală, mai ales de afectarea lobului temporal sau parietal. De exemplu, o leziune a lobului temporal drept, care afectează bucla lui Meyer, va provoca cvadrantanopsie superioară stângă, în timp ce o leziune a radiației parietale drepte, care afectează bucla lui Baum, va determina cvadrantanopsie inferioară stângă.

## Măsurarea câmpului vizual
Câmpul vizual este măsurat prin perimetrie, care poate fi de două tipuri:
1. Perimetrie cinetică – petele de lumină sunt proiectate pe interiorul alb al unei jumătăți de sferă și deplasate lent spre interior, până când observatorul le percepe.
2. Perimetrie statică – petele de lumină sunt afișate intermitent, la intensități variabile, în locuri fixe din sferă, iar subiectul le detectează atunci când devin vizibile.

Printre perimetrele utilizate în mod obișnuit se numără analizorul automat de câmp vizual Humphrey, perimetrele Optopol, Octopus, Heidelberg Edge și Oculus.
O altă metodă de măsurare a câmpului vizual central implică utilizarea unui campimetru, un dispozitiv mic cu ecran plat, conceput special pentru această evaluare.
Testele de perimetrie se concentrează, de obicei, pe 24° sau 30° centrale ale câmpului vizual, acestea fiind cele mai frecvent utilizate. Majoritatea perimetrelor sunt însă capabile să testeze până la 80°, 90° sau chiar 120°.
O metodă mai simplă de testare este testul câmpului de confruntare (confrontational field testing), în care practicianul ridică unul, două sau cinci degete în cele patru cadrane și în centrul câmpului vizual al pacientului, în timp ce celălalt ochi al acestuia este acoperit. Dacă pacientul recunoaște corect numărul degete, câmpul vizual este considerat normal, iar rezultatul este notat ca „numărare completă la degete” (full to finger counting – FTFC). 
Punctul orb poate fi evaluat prin ținerea unui obiect mic între practician și pacient. Comparând momentul în care obiectul dispare din câmpul vizual al practicianului și al pacientului, se poate identifica punctul orb al acestuia din urmă. Există numeroase variante ale acestui test, cum ar fi detectarea mișcării degetelor în periferia vizuală de-a lungul axelor cardinale.